# إسحاق رفائيل عتسيون
إسحاق رفائيل عتسيون (بالعبرية: יצחק רפאל עציון) (1885 - 1981) معلم وناشط إسرائيلي ينتمي للحركة المزراحية. حصل على جائزة إسرائيل في مجال التعليم (1979). 

## حياته
ولد عتسيون في كاوناس في  ليتوانيا. ودرس في مدرسة دينية، ثم درس الرياضيات وعلم الأحياء في جامعة خاركيف في عام 1921. وفي عام 1920 بدأ العمل في معهد التكنولوجيا في خاركيف أثناء دراسته للرياضيات في الجامعة، وبعد التخرج عاد إلى ليتوانيا واتجه للعمل معلما.
من عام 1921 إلى عام 1933، ترأس العديد من المؤسسات التعليمية في المجتمع اليهودي في ليتوانيا: مدير مدرسة يافنيه للفتيات في تلسياي (1921 - 1925) ومرة أخرى بين (1927 - 1933)، مدير مدرسة يافنيه للمعلمين في (1925-1933). وأسس مدرسة ثانوية للبنات في كاوناس (1925 - 1926). وبين عامي 1923 و1925، شغل منصب ممثل اليهودية الأرثوذكسية المتطرفة في البرلمان الليتواني 
هاجر عتسيون إلى أرض إسرائيل عام 1933، وبدأ العمل معلماً في بيت مدراش التابعة لحركة مزراحي في القدس. وفي عام 1937 عُين مشرفًا على مجموعة مدارس الحركة .

## جوائز
حاز عمله على جائزة رئيس ليتوانيا (1931)، وجائزة التعليم لبلدية تل أبيب (1967) وجائزة إسرائيل للتعليم (1979).

## من مؤلفاته ومنشوراته
نشر عتسيون عشرات المقالات والكتب المرجعية للمعلمين والتربويين. من أهمها:
- تعليقات يالكوت على التوراة
- التوجيه المنهجي لتدريس التوراة مع المفسرين
- مبادئ اليهودية في الفكر اليهودي
- التعليم الديني واجب الوالدين والمعلمين
- العالم الكبير الذي نعيش فيه، محادثات في علم الفلك للشباب، نشرتها كريات سيفر

## روابط خارجية
- شاهد قبره على موقع "Ada HaMitzvah"